# NGC 3481
NGC 3481 est une petite galaxie spirale située dans la constellation de la Coupe. NGC 3481 a été découverte par l'astronome américain Ormond Stone en 1886.

## Caractéristiques
Sa vitesse par rapport au fond diffus cosmologique est de 2 890 ± 28 km/s, ce qui correspond à une distance de Hubble de 42,6 ± 3,0 Mpc (∼139 millions d'al).
NGC 3481 présente une large raie HI.